# 제이컵 바털론
제이컵 바털론(영어: Jacob Batalon, 1996년 10월 9일 ~ )은 필리핀계 미국인 배우이다. 마블 시네마틱 유니버스의 영화들인 《스파이더맨: 홈커밍》 (2017), 《어벤져스: 인피니티 워》 (2018), 《어벤져스: 엔드게임》 (2019), 《스파이더맨: 파 프롬 홈》 (2019)의 네드 역으로 유명하다.

## 어린 시절과 학력
바털론은 하와이 호놀룰루에서 필리핀계 부모에게서 태어났다. 사립 가톨릭 학교인 데미언 메모리얼 스쿨을 졸업한 후, 음악 이론을 배우기 위해 카피올라니 커뮤니티 칼리지에 진학했으나, 이후에 중퇴한다. 그러고 나서 뉴욕 컨저버터리 포 드라마틱 아츠에서 2년짜리 연기 수업을 들었다.

## 경력
바털론은 영화 《노스 우즈》 로 2016년 연기 데뷔를 했다.
2017년에 《스파이더맨: 홈커밍》에서 피터 파커의 친구 네드라는 그의 첫 주요 역할을 맡았다. 《어벤져스: 인피니티 워》 , 《어벤져스: 엔드게임》, 그리고 스파이더맨의 2019 후속작 《스파이더맨: 파 프롬 홈》에 같은 배역으로 재출연했다.
2018년에, 바털론은 청소년 픽션 영화 《에브리데이》에서 영혼이 들어가는 사람의 육체 중 하나로 출연했다.

## 사생활
이복 형제자매들이 있으며, 형제 1명과 자매 1명은 어머니쪽, 형제 1명과 자매 2명은 아버지쪽이다.

## 출연 작품

### 영화
| 연도 | 제목                    | 원제                      | 배역      | 비고      |
| ---- | ----------------------- | ------------------------- | --------- | --------- |
| 2016 | 노스 우즈               | North Woods               | 쿠퍼      |           |
| 2017 | 스파이더맨: 홈커밍      | Spider-Man: Homecoming    | 네드 리즈 |           |
| 2018 | 에브리데이              | Every Day                 | 제임스    |           |
| 2018 | 블러드 페스트           | Blood Fest                | 크릴      |           |
| 2018 | 바나나 스플릿           | Banana Split              | 제이컵    |           |
| 2018 | 어벤져스: 인피니티 워   | Avengers: Infinity War    | 네드 리즈 | 카메오    |
| 2019 | 어벤져스: 엔드게임      | Avengers: Endgame         | 네드 리즈 | 카메오    |
| 2019 | 스파이더맨: 파 프롬 홈  | Spider-Man: Far From Home | 네드 리즈 |           |
| 2019 | 진짜 돈키호테 접시      | The True Don Quixote Dish | 산초 판사 |           |
| 2019 | 렛 잇 스노우            | Let It Snow               | 키온      |           |
| 2021 | 스파이더맨: 노 웨이 홈  | Spider-Man: No Way Home   | 네드 리즈 |           |
| 2024 | 리프트: 비행기를 털어라 | Lift                      | N8        |           |
| 2024 | 타로: 죽음의 카드       | Tarot                     | 팩스턴    |           |
| 2025 | 노보케인                | Novocaine                 | 로스코    | 개봉 예정 |

### 텔레비전
- 버블 갱 (2019)